# Szilágydomoszló
Szilágydomoszló (románul: Dumuslău) falu Romániában, Szilágy megyében, a Krasznai-dombságon. Kárásztelek községhez tartozik.

## Fekvése
Szilágysomlyótól északnyugatra, Doh és Kárásztelek közt fekvő település.

## Története
Szilágydomoszló nevét 1459-ben említették először az oklevelekben Domozlo néven, mint Csomafalvi birtokát.
1502-ben Kémeri Tamásé volt, aki itteni birtokait Kémeri Andrásnak zálogosította el.
1567-ben Dengelegi Gáspár, Szénási Péter és Zombori Farkas birtoka volt.
1602-ben Zombori Farkas birtokát Básta György generális és Keövendi Székely Mihály tiszántúli kapitány Trogeri Lodi Simonnak adták érdemei jutalmául.
1666-ban a Huszton lakó Rácz Mihály és neje Szegedi Kata részbirtoka volt.
1680-ban Bárczi Györgyé, aki a fennmaradt oklevelek szerint itt lakó jobbágyát Becsky György Varsolcon lakó jobbágyával cserélte el.
1717-ben mint lakatlan falut említették. Ekkor Kövesdi Bér Ferenc főispán nyert ide telepítési jogot a vármegyétől, mely után 3 év adómentességet kapott.
Ekkor Szamosújvári Rácz Jánosnak is voltak itt telkei, aki Domoszlót Csobai Zsigmondnak és nejének Hidi Erzsébet Gencsi Györgynének zálogosította el. 
Az 1797-es összeíráskor Terjenyi Mihály, gróf Kemény Farkas, Bihari, Gazda, Tisza, Péchy, Kabós, Veér, Szunyogh, Szilágyi, gróf Teleki családok voltak birtokosai.
1847-ben 451 görögkatolikus, 1 református lakosa volt.
1890-ben 268 lakosából 11 magyar, 257 román, melyből 257 görögkatolikus, 6 református, 5 izraelita volt. A házak száma ekkor 54.
1910-ben 303 lakosából 14 magyar, 289 román, melyből 248 görögkatolikus, 17 izraelita volt.
A 20. század elején Szilágy vármegye Szilágysomlyói járásához tartozott.

## Nevezetességek
- Görögkatolikus fatemploma.